# 엷은색대서양나무쥐
엷은색대서양나무쥐(Phyllomys lamarum)는 가시쥐과에 속하는 남아메리카 설치류의 일종이다. 브라질의 토착종으로 파라이바주부터 미나스제라이스주까지 지역에서 발견된다.